# Zbór Kościoła Adwentystów Dnia Siódmego w Katowicach
Zbór Kościoła Adwentystów Dnia Siódmego w Katowicach – zbór adwentystyczny w Katowicach, należący do okręgu zachodniego diecezji południowej Kościoła Adwentystów Dnia Siódmego w RP.
Pastorem zboru jest kaznodzieja Piotr Żyziński. Nabożeństwa odbywają się przy ul. Fryderyka Chopina 1/4 w każdą sobotę o godz. 9:30.